# Robin Campillo
Robin Campillo (ur. 16 sierpnia 1962 w Al-Muhammadijja) – francuski reżyser, scenarzysta i montażysta filmowy wywodzący się z Maroka. 

## Życiorys
Swoją karierę zaczął od montowania filmów reżysera Laurenta Canteta, dla którego wkrótce pisał również scenariusze. Za scenariusz do jego uhonorowanego Złotą Palmą na 61. MFF w Cannes filmu Klasa (2008) Campillo otrzymał nagrodę Cezara. 
Sukces reżyserski odniósł dzięki obrazowi Chłopaki ze Wschodu (2013), który zdobył Nagrodę Główną w sekcji "Horyzonty" na 70. MFF w Wenecji. Kolejne dzieło Campillo, 120 uderzeń serca (2017), przyniosło mu Grand Prix i Nagrodę FIPRESCI na 70. MFF w Cannes.
Zasiadał w jury konkursu głównego na 72. MFF w Cannes (2019).